# تیک‌لی
تیک‌لی (به انگلیسی: Takeley) یک روستا و محله مدنی در بریتانیا است که در آتلزفورد واقع شده‌است. تیک‌لی ۳٬۳۶۷ نفر جمعیت دارد.